# The Change (musikgrupp)
The Change är ett svenskt punk/rock-band som ligger på det amerikanska skivbolaget I Scream Records. Bandet bildades 2003 i Trollhättan, ur resterna från det svensk-norska hardcorebandet Subject to Change. 
Bandet släppte sin debutskiva 2004 på det amerikanska skivbolaget Fight Fire with Fire och de turnerade och delade scen med bland andra The Offspring och AFI. Bandet släppte sin andra fullängdare med namnet The Deer Moss Murders den 15 oktober 2008 på den amerikanska etiketten I Scream Records. Namnet på skivan är en direkt anspegling på området Hjortmossen i Trollhättan där delar av bandets medlemmar växte upp. 
Bandet har varit med i P3 Lab.

## Bandmedlemmar
- Peter Bader – sång, gitarr
- Kai Karjalainen – gitarr
- Thomas Lundin – basgitarr
- Olle Björk – trummor

## Diskografi

### The Deer Moss Murders (2008)
1. Sleepwalk Casualties
2. Scream (murder on deer moss)
3. Rise And Shine
4. The First Light
5. Four More Years
6. Skit (deer won't kill)
7. Bullets
8. Punk Among The Punx
9. Share The Fun
10. Quote Death (when Roaches March)
11. X-Rated

### The Change EP (2005)
1. Without A Sound
2. Confessions
3. Make It Count
4. RnR

### The Change (2004)
1. Intro
2. Up To You
3. Worn Out
4. Test Of Time
5. Kept In Check
6. Dont Look Back
7. Dust
8. My Last Breath
9. Call In Dead
10. Played Out
11. Test Of Time
12. This Is It

### The Change 7" (2003)
1. The Change
2. Sound of Silence